# Thymoites ulleungensis
Thymoites ulleungensis es una especie de araña araneomorfa del género Thymoites, familia Theridiidae. Fue descrita científicamente por Paik en 1991.
Habita en Corea.